# Michael Piccart

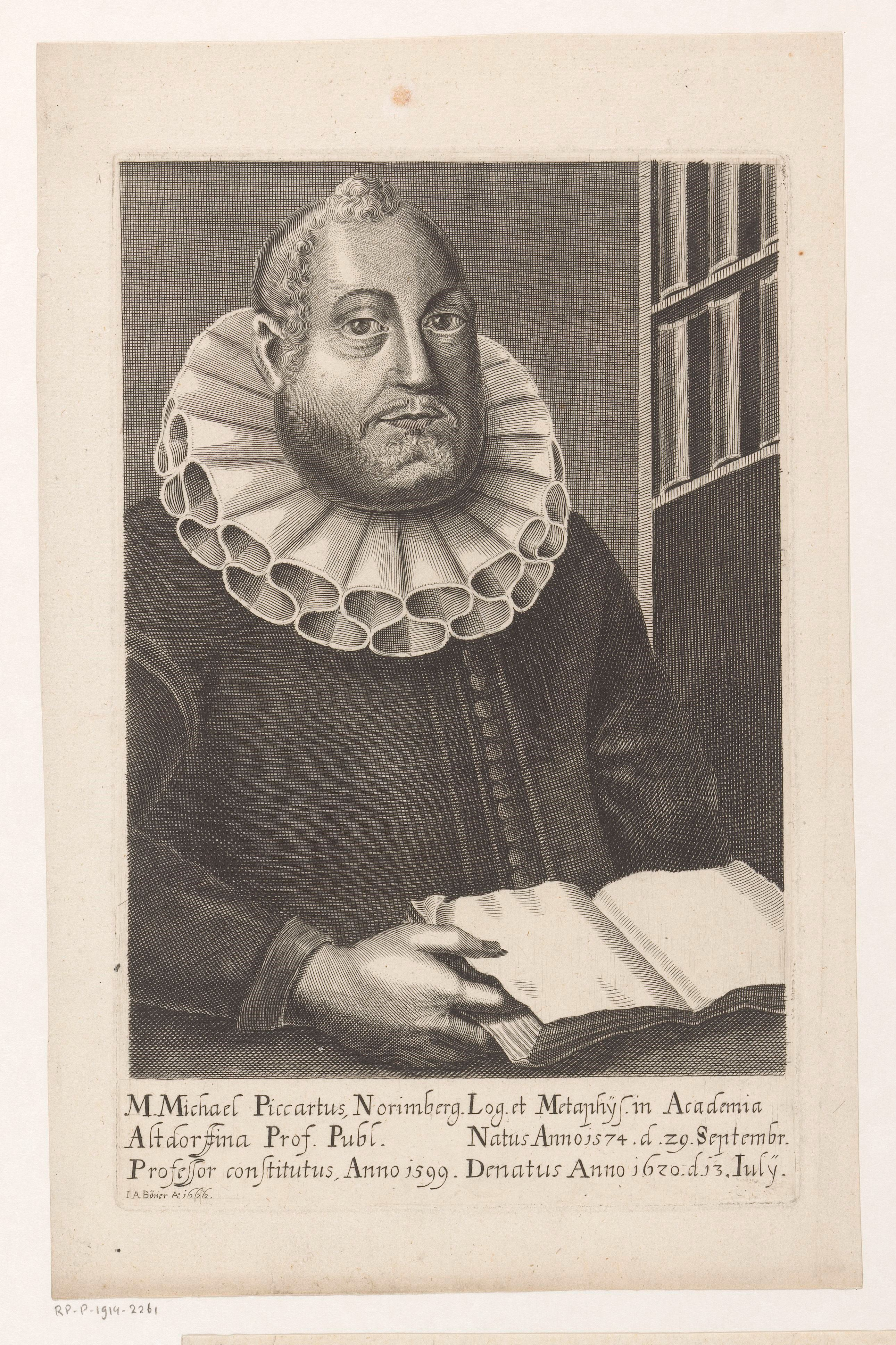
Porträt von 1666

Michael Piccart oder Pickhard (* 29. September 1574 in Nürnberg; † 2. Juli 1620 ebenda) war ein deutscher Philosoph, Philologe und Historiker.

## Leben
Piccart war Sohn des Theologen Johann Piccart. Er absolvierte die Schulen seiner Vaterstadt. Anschließend kam er an die Universität Altdorf. Er erhielt 1590 den Bakkalaureusgrad und 1592 den Magistergrad. Anschließend widmete er sich dem Studium der Theologie. 1595 disputierte er unter Edo Hildericus, 1598 unter Jakob Schopper und soll sich auch durch Vorlesungen für eine Professur qualifiziert haben. 
Piccart erhielt 1599 die Professur der Logik, 1604 zusätzlich die der Poesie und 1613 schließlich noch die der Metaphysik an der Altdorf-Universität. Außerdem war er zweimal Dekan der Philosophischen Fakultät und einmal Rektor der Hochschule. Er stand in Kontakt zu vielen Gelehrten seiner Zeit und galt als besonders begabt in der lateinischen und griechischen Sprache. Er war mehrfach für das Amt als Geistlicher vorgesehen und lehnte einen solchen Ruf beispielsweise aus Amberg ab.
Piccart war vor seinem Tod erblindet. Er starb an einem Schlaganfall.

## Werke (Auswahl)
- Isagoge in lectionem Aristotelis h. e. hypotyposis totius philosophiae Aristotelis, Körber, Nürnberg 1605.
- Oratio De Virtutibus Imperatoriis, Körber, Nürnberg 1607.
- Psalmus LXXIII, Agricola, Altdorf 1610.
- Orationes Academicae, Börne, Leipzig 1614.
- Observationum Historico-Politicarum Decades Sex, 2 Bände, Forster, Amberg 1616; 3. Band, Nürnberg 1621.
- De iure victoriae bellicae, Wagenmann, Altdorf 1618.